# El candidato (película uruguaya de 2016)
El candidato es una película de comedia uruguaya-argentina de 2016 dirigida por Daniel Hendler y protagonizada por Diego de Paula, Matías Singer, Ana Katz, César Troncoso, Alan Sabbagh y Verónica Llinás. Participó en la categoría Cine en Construcción en el Festival de San Sebastián, ganó el premio Encuentros del Festival de Miami para películas en postproducción, ganó el premio a Mejor Director en el Festival de Cine de Miami (2017) y el premio Mejor guion en el Festival de cine de La Habana en Nueva York (2017).
La cinta se estrenó en Argentina el 11 de mayo de 2017, atrayendo a más de 2000 espectadores en su primera semana en cartelera.

## Argumento
Un político en ascenso prepara una presentación con la que anunciará su postulación en forma independiente de su partido. Para ello reúne a un grupo de producción que se encargará de lanzar su carrera. Pero las relaciones entre políticos y publicistas se enrarecerán.

## Recepción

### Comercial
Tanto en Argentina como en Uruguay (países productores), los resultados fueron similares. En Uruguay la vieron 4253 espectadores (una de las cintas uruguayas más vistas en 2016) mientras que en Argentina la vieron 15 000 espectadores aproximadamente, con un lanzamiento comercial en quince pantallas y una gira por espacios INCAA (un lanzamiento mediano tratándose de una película independiente distribuida por Cine Tren). A partir de agosto de 2017 comenzó a estar disponible en VOD y continúa su circuito por festivales.

## Premios y nominaciones

### Premios Sur
Dichos premios fueron entregados por la Academia de las Artes y Ciencias Cinematográficas de la Argentina en marzo de 2018.
| Año  | Categoría              | Candidato      | Resultado |
| ---- | ---------------------- | -------------- | --------- |
| 2017 | Mejor actor revelación | Diego De Paula | Nominado  |

### Premios Cóndor de Plata
Dichos premios fueron entregados por la Asociación de Cronistas Cinematográficos de la Argentina en 2018.
| Año  | Categoría                     | Candidato    | Resultado |
| ---- | ----------------------------- | ------------ | --------- |
| 2018 | Mejor película Iberoamericana | El candidato | Nominada  |

## Accesibilidad
El candidato es la primera película uruguaya con accesibilidad audiovisual: contiene subtítulos y lengua de señas para personas sordas y audiodescripción para personas ciegas.